# Carmen Martín Gaite
(Carmen Martín Gaite, Lo raro es vivir, trad. Michela Finassi Parolo)
Carmen Martín Gaite (Salamanca, 8 dicembre 1925 – Madrid, 23 luglio 2000) è stata una scrittrice, poetessa e traduttrice spagnola della generazione del '50, un movimento di scrittori e intellettuali nati tra il ’22 (o ’24) e il ’34, che per ragioni anagrafiche non parteciparono in modo attivo alla Guerra Civile, ma la vissero in giovane età.
È ritenuta una delle figure più rilevanti della letteratura spagnola del XX secolo. Ha ricevuto numerosi premi, fra cui nel 1978 il Premio Nadal per l'opera El cuarto de atrás, nel 1988 il Premio Principessa delle Asturie e nel 1994 il Premio Nacional de Literatura.

## Biografia

### L'infanzia e l'adolescenza
María del Carmen de la Concepción Martín Gaite nasce l'8 dicembre 1925 a Salamanca nella residenza familiare di Plaza de los Bandos. È la seconda figlia di José Martín López, notaio originario di Valladolid, e di María Gaite Veloso, galiziana di Orense. Il padre, di ideali liberali e laici, si occupa personalmente dell'educazione delle figlie, trasmettendo loro l'amore per l'arte e per la letteratura.
Sin da piccola Carmen instaura un legame molto forte con la terra d'origine della madre, trascorrendo molte delle sue estati a San Lorenzo de Piñor, a circa cinque chilometri da Orense, capoluogo galiziano. Questo luogo assumerà grande rilevanza nei suoi scritti e nelle sue esperienze sentimentali: è qui che conosce i suoi primi amori e che ambienta il racconto Las ataduras ed il romanzo Retahílas, pubblicato nel 1974. Il mondo galiziano, la cui cultura è ricca di leggende e miti, funge da catalizzatore per i contenuti della sua opera, orientati verso il fantastico e il meraviglioso. La stessa scrittrice affermerà:
E non mi riferisco solo ai romanzi di chiara collocazione galiziana, specialmente tre, di cui parlerò in seguito, ma anche alla mia tendenza - credo che sia innata - a superare i confini di ciò che mi fa vedere come 'realtà' e immaginare da lì una seconda realtà enigmatica e misteriosa che rasenta i confini dell'ignoto.»
(Carmen Martín Gaite, conferenza 28 luglio 1994)
Con lo scoppio della Guerra Civile Spagnola, Carmen, a differenza della sorella maggiore, non frequenta l'Instituto Escuela di Madrid, di ispirazione laica e liberale, molto simile a quello della celebre Institución Libre de Enseñanza che rinnovò la cultura spagnola. Porta a termine gli studi presso l'Instituto Femenino de Salamanca, luogo che farà da sfondo al romanzo Entre Visillos. Avrà come insegnanti due importanti intellettuali, poi divenuti membri della Real Academia Española, che segneranno il suo percorso: Rafael Lapesa e Salvador Fernández Ramírez. Le loro lezioni rafforzarono la passione per la letteratura di Carmen Gaite.

### Il periodo universitario
Nel 1943 si iscrive alla Facoltà di Lettere dell'Università di Salamanca, dove insegnano César Real de la Riva, Manuel García Blanco ed Alonso Zamora Vicente; nel 1948, consegue la laurea in filologia romanza. Durante il periodo universitario stringe amicizia con altri studenti, alcuni dei quali poi affermatisi come intellettuali: Agustín García Calvo, Federico Latorre, M. Dolores Ruiz Olivera, Natalia Guilarte e Ignacio Aldecoa. Quest'ultimo, scrittore neorealista, eserciterà su di lei un'importante influenza tra il 1948 ed il 1953. Le prime pubblicazioni di Carmen Martín Gaite, firmate con il nome di Carmiña, compaiono nelle riviste Trabajos y Días e La Hora y Alcalá. Nella prima verrà pubblicata una poesia intitolata La barca nevada (1947) ed una narrazione, Desde el umbral (1948). Nella seconda pubblicherà nel 1949 l'articolo Vuestra Prisa.
Carmen si sposta all'estero per ottenere una borsa di studio: dapprima si reca a Coimbra, dove trae ispirazione per la sua tesi di dottorato sui canzonieri galiziano-portoghesi, e poi a Cannes. Questi soggiorni la porteranno a un cambiamento nella sua prospettiva di vita:
(Carmen Martín Gaite)

### Gli anni '50
Nel novembre 1948 si trasferisce a Madrid con lo scopo di intraprendere il dottorato in Filologia romanza. Al bar della Facoltà di Lettere ritroverà un amico, lo scrittore Ignacio Aldecoa, che le presenterà un uomo che segnerà profondamente la sua esistenza: lo scrittore Rafael Sánchez Ferlosio, con cui si sposa nel 1953 e da cui si separa nel 1970.
Tra il 1948 ed il 1953 il suo percorso letterario si incrocerà con le vite di molti scrittori e artisti, tra cui Jesús Fernández Santos, Medardo Fraile, Alfonso Sastre, Mayra O’Wisiedo, Carlos José Costas, Manolo Mampaso, José María de Quinto, Carlos Edmundo de Ory e Josefina Rodríguez. Il gruppo ruota attorno alla Revista Española, pubblicazione di taglio letterario, e può contare sull'appoggio di Antonio Rodríguez-Moñino, filologo fortemente colpito dagli scritti di Aldecoa, di Sánchez Ferlosio e di Alfonso Sastre. A questi tre autori spetta la direzione del periodico, che rappresenta il terreno di formazione dei giovani della Generazione del '50, a cui Carmen Martín Gaite appartiene. In questa rivista viene pubblicato uno dei racconti della scrittrice: Un día de libertad.
Gli studi per il conseguimento del dottorato che Carmen intendeva svolgere all'Università subiscono una battuta d'arresto a causa della contrazione di una malattia, la febbre tifoide, che la costringe ad una convalescenza di 40 giorni. Questa patologia provoca delle alterazioni dell'organismo, fra cui visioni deliranti, che la scrittrice descrive nell'opera El libro de la fiebre (1949). Quest'opera contiene in nuce il suo progetto letterario, ovvero i temi che verranno poi affrontati nella sua produzione: tratta ad esempio dell'importanza della memoria e della scrittura, temi ripresi in El cuento de nunca acabar (1983) e nel romanzo El Cuarto de Atrás (1978). In corso d'opera legge il saggio Introduction à la littérature fantastique di Tzvetan Todorov, che diventerà punto di riferimento per lo sviluppo del suo stile fantastico.
Il decennio degli anni ’50 sarà fondamentale per la scrittrice: Carmen entra a far parte della cosiddetta Generazione del ‘50, un gruppo letterario influenzato in modo particolare dal neorealismo italiano, con il quale la scrittrice entra in contatto durante i lunghi soggiorni in Italia con la famiglia del marito, Rafael Sánchez Ferlosio. Carmen si appassiona molto presto alla cultura italiana, introducendola in Spagna attraverso le sue traduzioni di Italo Svevo, Primo Levi, Natalia Ginzburg ed Ignazio Silone.
L'influenza di Rafael Sánchez Ferlosio e di Ignacio Aldecoa è evidente fino al 1954, anno di pubblicazione del racconto La mujer de cera, con cui l'autrice si allontana dai suoi mentori. I consigli dei due scrittori le permettono tuttavia di gettare le basi per il suo progetto futuro: tramite i consigli degli autori matura la concezione che la letteratura di mistero e l'osservazione rigorosa del mondo non siano elementi incompatibili fra loro e che, al contrario, si possano entrambi utilizzare nella narrazione. Nel processo di scrittura che lei fa proprio, precisione ed accuratezza del lessico permettono di mettere a fuoco quelle che l'autrice definisce "brechas en la costumbre" ( brecce nell'abitudine), utilizzando l'irruzione del fantastico come strumento di sconvolgimento del punto di vista.

### La carriera letteraria
Carmen Martín Gaite si fa conoscere nello scenario letterario internazionale con El Balneario (1955), racconto con cui ottiene il Premio Café Gijón.
Con Entre Visillos, romanzo che inizia a gennaio del 1955 e che termina a settembre del 1957, vince il Premio Nadal. Il ritardo della pubblicazione è dovuto alla morte del figlio Miguel, di soli sei mesi, e alla nascita della seconda figlia, Marta. Con questo riconoscimento viene considerata uno degli esponenti più importanti della Generazione del ’50.
Il romanzo successivo è Ritmo Lento, finalista del Premio Biblioteca Breve nel 1962, che scrive in concomitanza con la lettura di Italo Svevo, di cui è evidente l'influenza. Da questo momento in poi, una crisi non solo letteraria, ma anche personale, condurrà la scrittrice verso una svolta. Due ne saranno gli elementi determinanti: l'insoddisfazione maturata verso il genere del romanzo, e la separazione dal marito Rafael Sánchez Ferlosio, che dopo diciassette anni di matrimonio abbandona il tetto familiare. Per quanto riguarda la sua scelta temporanea di non dedicarsi al romanzo, sarà da lei stessa così commentata:
(Carmen Martín Gaite, Cuadernos de Todo)
La sua attenzione si rivolge successivamente alla storia spagnola del XVIII secolo; frutto di questo nuovo interesse saranno El proceso de Macanaz (1969), Usos amorosos del siglo XVIII español (1972) e Usos amorosos de la posguerra española (1987).  La separazione dal marito darà invece origine a due romanzi, Retahílas (1974) e Fragmentos de interior (1976), che trattano ampiamente il tema del distacco.
Nel 1972 porta a termine gli studi e la tesi di dottorato in precedenza abbandonati: Usos Amorosos del Dieciocho en España, con relatore Alonso Zamora Vicente. Lontana dall'idea iniziale dei canzonieri galiziano-portoghesi, viene pubblicata quello stesso anno.
Qualche anno dopo riceverà, prima volta per una donna, il Premio Nazionale di Letteratura per la Narrativa di Spagna per l'opera El cuarto de Atrás (1978), e nel 1984 il Premio Nacional de Literatura Infantil y Juvenil per la letteratura d'infanzia. A questo genere appartiene il romanzo Caperucita en Manhattan (1990), scritto dopo la tragica morte della figlia avvenuta nel 1985. La sua scomparsa segna profondamente la vita della scrittrice, già colpita in precedenza dal lutto di un altro figlio, e la porterà a interrompere per un certo periodo di tempo la sua produzione letteraria: il romanzo La reina de las nieves, iniziato nel 1985, verrà ripreso solo nel 1993.
Nel 1988 riceve il prestigioso Premio Principessa delle Asturie e nel 1994 le viene conferito nuovamente il Premio Nacional de Narrativa per l'intera produzione letteraria.
Tra i romanzi di grande successo pubblicati negli anni Novanta vi sono Nubosidad variable (1992), La reina de las nieves (1994), Lo raro es vivir (1997) e Irse de casa (1998).
Carmen, nel corso della sua vita, partecipa ad attività teatrali e realizza diversi adattamenti di opere più o meno conosciute, tra cui la Tragicomedia de Don Duardos di Gil de Vicente (1979), El burlador de Sevilla di Tirso de Molina(1988) ed El marinero di Fernando Pessoa (1990). Scrive due opere intitolate A palo seco, monologo scritto nel 1985 e messo in scena nel 1987, e La hermana pequeña (1999).
Tra gli anni Ottanta e Novanta, oltre a dedicarsi alla scrittura, si occupa anche di critica letteraria e lavora come traduttrice; in particolare traduce Michelangelo Antonioni, Ignazio Silone, Italo Svevo, Primo Levi e Natalia Ginzburg. Svolge anche attività giornalistica per Diario 16 e collabora con la televisione spagnola alla redazione di copioni di famose serie TV, tra cui Santa Teresa de Jesús (1982), Celia (1989) e la serie basata sui racconti della scrittrice madrilena Elena Fortún.
Carmen Martín Gaite muore all'età di 74 anni il 23 luglio del 2000, a causa di un tumore che le era stato diagnosticato un mese e mezzo prima.

## Stile e pensiero
Carmen Martín Gaite appartiene alla cosiddetta Generazione del '50. La stessa scrittrice afferma:
tímidamente los nombres de unos cuantos prosistas jóvenes,  a cuya
generación, hoy etiquetada en los manuales de literatura como `la generación
del medio siglo´,  pertenezco yo.»
(Carmen Martín Gaite, Diario 16. Culturas, 21 de abril de 1990)
Tra le caratteristiche di questa corrente emerge un forte interesse nei confronti del quotidiano, l’uso di un linguaggio colloquiale e di tecniche cinematografiche, l’attenzione nei confronti dell’infanzia, un approccio poetico alla realtà e l’idea di sviluppare questioni universali partendo dagli aspetti più infimi dell’esistenza.
La data significativa che segna la comparsa di tale movimento è il 1954, in cui vengono pubblicate le opere più rilevanti: Los bravos (1954) di Jesús Fernández Santos, El fulgor y la sangre (1954) di Ignacio Aldecoa, Juegos de manos (1954) di Juan Goytisolo, Pequeño teatro (1954) di Ana Maria Matute e, l'anno successivo, El Balneario, della stessa Carmen Martín Gaite. Il filone, denominato "neorealista", è costituito da Ignacio Aldecoa, Jesús Fernández Santos, Rafael Sánchez Ferlosio, Carmen Martín Gaite, Ana Maria Matute e Juan Goytisolo. Il neorealismo italiano, in particolare quello cinematografico, ispira tale gruppo ed arriva in Spagna nella prima metà degli anni ’50, con tre eventi: nel 1951 e nel 1953 si svolgono a Madrid due settimane di cinema italiano, mentre nel 1955 si terranno le prime Conversazioni Cinematografiche Nazionali di Salamanca.
In questo contesto la scrittrice sviluppa la sua idea di letteratura che avrebbe finalità e caratteristiche precise, tra cui raccontare, evocare e convincere, ma anche intrattenere il lettore affascinandolo, suscitando emozioni e sorpresa.  Considera, inoltre, fondamentale la cura del linguaggio e della parola, definita da lei stessa come un vero tesoro. I suoi lavori mostrano un'ampia conoscenza dello spagnolo e una concezione purista della lingua, esente cioè da neologismi e parole straniere. Tra i suoi modelli principali vi è Virginia Woolf; in particolare, la lettura dell'opera A room of one's own (1929) sarà determinante. La lettura del romanzo, avvenuta nell'autunno del 1980, porta Carmen Martín Gaite a scrivere Desde la ventana (1987), saggio focalizzato sulle difficili condizioni della donna nel mondo patriarcale. Altro modello importante, relativo alle opere iscrivibili nel modo fantastico, è Tzvetan Todorov.
Quando scrive Carmen Martín Gaite cerca di trasmettere un messaggio chiaro per il lettore: utilizza una lingua precisa e colta che, talvolta, si mescola con un registro più colloquiale, tipico del parlato.
Altra peculiarità della sua opera narrativa risiede nel combinare diversi generi letterari. È il caso di El Cuarto de Atrás (1978), libro di memorie sulla memoria e romanzo fantastico dai tratti autobiografici che racconta il processo di scrittura.
Gli anni '70, epoca di transizione in Spagna, provocano una vera e propria esplosione del genere autobiografico in cui le dinamiche esistenziali e personali si collegano alle problematiche sociali. Nel caso specifico di Carmen Martín Gaite, si parla di una scrittura che viene definita da Maria Vittoria Calvi come "scrittura dell'io".
La scrittura autobiografica di Carmen Martín Gaite comprende opere come El Cuarto de Atrás  (1978) ed Esperando el Porvenir (1994).
All'interno del Cuarto de Atrás rievoca il passato attraverso i ricordi e usa il dialogo a fini introspettivi: infatti, nonostante si tratti di un romanzo ascrivibile al genere fantastico, con elementi al limite tra realtà ed immaginazione (la scrittrice, infatti, inventa luoghi fittizi e dà voce ad un personaggio la cui identità, sino alla fine del romanzo, rimane dubbia), comprende anche ricordi infantili ed adolescenziali. In Esperando el provenir, invece, saggio dedicato alla memoria di Ignacio Aldecoa, viene raccontata la nascita della Revista Española e l'incontro del gruppo di giovani scrittori che formeranno la cosiddetta Generación del '50. Carmen Martín Gaite lascia dunque la propria impronta un po' ovunque, attraverso memorie personali e testimonianze.
Citando le parole dell'autrice:
(Martín Gaite Carmen, Esperando el Porvenir)
Un altro elemento importante all'interno della sua concezione letteraria è la scrittura terapeutica, idea che vede la parola come cura, come una sorta di psicoterapia. "Raccontare", diceva, "allevia il peso insopportabile con cui ci travolge ciò che è stato semplicemente sofferto, ci rende protagonisti, ci aiuta a sopravvivere [...]". L'interesse nei confronti della scrittura terapeutica deriva dalla lettura del libro di Marie Cardinal, Les mots pour le dire (1975), opera che narra il percorso di guarigione dalla malattia mentale da cui era affetta Marie, avvenuto tramite la psicanalisi.
Tra i temi più cari alla scrittrice, oltre all'importanza dell'infanzia e all'interesse relativo alla guerra civile e alla vita spagnola, vi sono la ricerca dell'interlocutore, il ruolo della donna e, in alcune delle sue opere, il fantastico. Inoltre, citando le parole dell'autrice, all'interno del "Prologo" ai suoi Cuentos Completos lei stessa definirà le questioni che sviluppa nella propria narrativa:
oposición entre pueblo y ciudad, el de las primeras decepciones infantiles, el de la
incomunicación, el del desacuerdo entre lo que se hace y lo que se sueña, el del miedo a la
libertad.»
(Carmen Martín Gaite, Cuentos Completos (1978))

### La ricerca dell'interlocutore
Uno dei temi ricorrenti nel percorso letterario di Carmen Martín Gaite è la ricerca dell'interlocutore, definito dalla scrittrice come colui che:
capaz de derribar nuestras murallas de recelo y pudor y que parece responder derribando, a su vez, incondicionalmente las suyas.»
capace di abbattere le nostre mura di sospetto e di pudore e che sembra rispondere, a sua volta, abbattendo senza riserve le proprie.»
(Martín Gaite Carmen, El cuento de nunca acabar)
La scrittrice ritiene che la parola sia l'antidoto perfetto in grado di curare ed arginare la solutidine, motivo per cui difende nelle sue opere l'importanza di trovare un allocutore ideale. Risultato di tale analisi è un saggio intitolato La busqueda del interlocutor (1973), in cui l'autrice punta sull'auto-narrazione. Alla base di quest'opera vi è la convinzione della scrittrice che se la comunicazione fosse facile, il bisogno di scrivere e di trovare un destinatario sfumerebbe; l'essere umano vuole trovare qualcuno che lo ascolti per raccontargli ciò che prima ha narrato a sé stesso.
La letteratura è, per Carmen Martín Gaite, effetto inevitabile della solitudine e sorge proprio per la necessità di colmare un vuoto interiore. L'interlocutore ideale è colui che condivide la nostra attitudine nei confronti del linguaggio e che partecipa al nostro piacere e divertimento derivante dalla lettura. Da qui, la concezione della letteratura come attività ludica, svago, felicità, in cui il lettore e l'autore partecipano ad un gioco dialettico: il lettore, presenza viva, ricrea la storia letteraria raccontata dallo scrittore, la cui funzione è stimolare la partecipazione del proprio interlocutore.
seguir jugando, divirtiéndose y divirtiendo a los demás con la literatura.»
(Carmen Martín Gaite, Tirando del hilo)
Sempre mantenendo la prospettiva dell'interlocutore in La busqueda del interlocutor (1973) l'autrice si interroga su ciò che dovrebbe differenziare la lingua orale da quella scritta. Per quanto riguarda la narrazione orale, in mancanza di un interlocutore, la conversazione non avviene; nel caso della narrazione scritta, invece, lo scrittore può andare oltre, tanto da poter creare lui stesso un interlocutore. A tal riguardo, Carmen Martín Gaite afferma:
(Carmen Martín Gaite, La búsqueda del interlocutor)
Tale tema viene ripreso anche in El cuento de nunca acabar: apuntes sobre la narración, el amor y la mentira (1983).
La scrittrice individua due tipi di narrazione: una narrazione eros, che permette al lettore di entrare nella narrazione; una narrazione thanatos, frutto di un tentativo fallimentare provocato dall'eccessivo protagonismo dello scrittore. Carmen Martín Gaite, inoltre, ribadisce in varie occasioni la sua preferenza per la lingua parlata, poiché garantisce verosimiglianza, e sostiene l'esigenza di creare complicità con il lettore accorciando le distanze: chi scrive deve garantire un alto livello di comprensione a chi legge, utilizzando parole di uso comune, che per il loro utilizzo nella lingua colloquiale hanno maggiore credibilità.

### La donna nella narrativa di Carmen Martín Gaite
Con l'avvento della Guerra Civile Spagnola e, successivamente, della dittatura franchista, le condizioni della donna in Spagna diventano particolarmente difficili, segnate da sottomissione e rigide regole sociali. Lo stato spagnolo si configura come conservatore, cattolico e marcato da una forte morale religiosa: questi fattori risultano incisivi quando si pensa al ruolo della donna all'interno della società. Non solo la Chiesa Cattolica, ma anche la Sección Femenina, ramo femminile del movimento politico di stampo fascista denominato Falange Spagnola, contribuiscono alla creazione di un nuovo modello di donna, attraverso un piano educativo ben strutturato. Secondo queste due istituzioni, la donna doveva essere obbediente, fedele al regime, rispettosa, dedita all'uomo, essere buona sposa e madre.
Questa situazione stimolò l'emergere di una nuova generazione di scrittrici, fortemente motivate a far conoscere la vita e le inquietudini delle donne del periodo, con una speciale attenzione alla condizione femminile nella fase del postguerra. Tra queste, Ana Maria Matute, Elena Quiroga, Carmen Laforet e Carmen Martín Gaite.
In prosa e in poesia, Carmen Martín Gaite propone tipi femminili antitetici all'ideale falangista: le protagoniste delle sue opere si presentano come donne consapevoli alla ricerca del proprio posto nel mondo, senza timori di mostrare la propria fragilità di fronte alla perdita e alla solitudine. La scrittrice non è contraria al matrimonio, ma alla visione franchista dell'unione matrimoniale, ossia alle nozze come unica via di realizzazione della vita di una donna. Afferma a tal proposito:
tener buen fin»,  y la miré ( a su madre)  con un agradecimiento eterno.  Por aquel
tiempo,  ya tenía yo el criterio suficiente para entender que el  «mal fin»
contra el que ponía en guardia aquel refrán aludía a la negra amenaza
de quedarse soltera,  implícita en todos los quehaceres,  enseñanzas y
prédicas de la Sección Femenina.»
(Martín Gaite Carmen, El cuarto de atrás)
Due esempi di critica alla società spagnola e al trattamento riservato alle donne si trovano nelle opere El cuarto de atrás (1978) ed El Balneario (1955).  In El cuarto de atrás (1978) vengono raccontati gli anni in cui la scrittrice da bambina diventa donna, anni di privazioni e paure legate al regime, colpevole di averle rubato l'infanzia e l'innocenza. La tecnica utilizzata è quella dello sdoppiamento di autore-personaggio, ragione per cui è la stessa Carmen Martin Gaite a divenire parte della finzione nell'opera, assumendo le vesti del personaggio principale. Nonostante le restrizioni del regime rivolte alla donna indipendente che voleva affermarsi, la protagonista del romanzo dimostra di voler costruire da sé la libertà che a quel tempo le veniva negata: ciò avviene attraverso la scrittura e all'attività di scrittrice.
La seconda opera, El balneario (1955) è divisa in due parti: la prima viene narrata in prima persona, mentre nella seconda parte il narratore è onnisciente ed utilizza la terza persona. Entrambe le sezioni sono ambientate alle terme e la storia si sviluppa seguendo un preciso ordine cronologico. Nella prima parte si scopre che la protagonista è una donna di età indefinita, in viaggio con il marito Carlos; la seconda parte svela il nome del personaggio, Matilde, e rivela che ciò che era stato narrato nella prima parte era in realtà un sogno, compreso Carlos. Matilde è una donna con molte frustrazioni, che agisce in modo nervoso ed è in stato di paranoia. Il senso di oppressione raggiunge il suo apice quando, nella prima parte, tenta di commentare il comportamento di Carlos, ma non ci riesce: questa assenza di voce, per traslato, rappresenta la difficoltà di espressione per la donna nel mondo franchista, di taglio patriarcale. L'intero romanzo El balneario (1955) costituisce una ricerca continua della propria identità. Tale ricerca si conclude per Matilde con la contemplazione della propria immagine allo specchio: inizialmente la protagonista prova invidia nei confronti della donna saggia che vede riflessa, non riconoscendosi, ma poi, lasciate alle spalle le proprie insicurezze, afferma "Yo soy ésa, yo soy ésa. Yo soy tú." (Sono io quella. Sono io quella. Io sono te.). L'evoluzione del personaggio termina, quindi, con la presa di coscienza del proprio valore.

Carmen Martín Gaite, per riferirsi ad un nuovo modello femminile nato dopo la Guerra Civile, utilizza il termine di chica rara (ragazza strana). In Desde la Ventana (1987), saggio che tratta la difficoltà della donna ad esprimere il proprio punto di vista, la scrittrice afferma:
(Martín Gaite Carmen, Desde la ventana)
Il tentativo della scrittrice, nelle sue opere, è quello di inserire la donna in un luogo diverso da quello del focolare domestico - ritenuto da Franco l'ambiente idoneo per fondare un nucleo familiare e per dedicarsi alle faccende domestiche - e di costruire una nuova consapevolezza femminile.

### Il fantastico
Nel romanzo El Cuarto de Atrás e nei racconti Dos relatos fantásticos (1986) e El pastel del diablo (1985) appare evidente l'interesse della scrittrice per il modo fantastico.
Carmen Martín Gaite afferma più volte nel corso della sua vita di amare molto il fantastico, che lega indissolubilmente alle origini galiziane e alla sua passione per le fiabe, coltivata fin dall'infanzia.  Colui che permette la crescita di tale predilezione è Cvetan Todorov con La letteratura fantastica (2000), ma anche la lettura di Conrad, Melville e Kafka. Todorov, filosofo e linguista bulgaro del Novecento, con questo saggio, diventa pietra miliare per appassionati e studiosi del modo fantastico. Oltre a definire il fantastico come esitazione (il lettore, di fronte ad un fenomeno insolito, si trova davanti ad una scelta: accettare la spiegazione naturale oppure optare per la spiegazione sovrannaturale), classifica il genere letterario proponendo alcune sottocategorie.
Del libro di Todorov la scrittrice, nell'opera El Cuarto de Atrás, dirà:
personalidad, de la ruptura de límites entre tiempo y espacio, de la
ambigüedad y la incertidumbre.»
(Martín Gaite Carmen, El cuarto de atrás)
Prendendo come punto di riferimento Todorov, spesso l'autrice crea mondi al limite tra spazio e tempo (ad esempio, in El Cuarto de Atrás, il romanzo pare svolgersi tra le quattro mura domestiche, entro confini stabiliti; tuttavia, ben presto la narratrice immagina di trovarsi in una spiaggia o di ripercorrere momenti della propria infanzia, allontanandosi da ciò che è reale) , tra verità e menzogna, al fine di lasciare il lettore nell'incertezza e nel dubbio. I personaggi, restando nel mondo della finzione, intessono la propria identità mediante la memoria ed i ricordi, mescolando esperienza reale ed immaginazione. Nei lavori di Carmen Martin Gaite sono spesso presenti due livelli distinti, quello della realtà vera e propria e quello di una realtà alternativa, difficilmente scindibili. Inoltre, la scrittrice fa spesso riferimento a tradizioni folkloristiche e popolari, oltre che a spazi concreti, come castelli e poderi, a cui vengono dati nomi fittizi. Un esempio è "El castillo de las tres murallas"(1986), racconto fortemente influenzato dalla letteratura gotica inglese ambientata in fortezze e manieri. Il castello, in questo testo, prende vita e la storia si sviluppa in un paese dal nome inventato: Belfondo. In El cuarto de atrás i confini tra vita reale e finzione appaiono sfumati: viene narrato l'incontro tra la stessa autrice ed un uomo vestito di nero, la cui intenzione è farle un'intervista. Ciò che non appare chiaro è se la presenza dell'uomo sia vera, immaginaria o se sia frutto di un'allucinazione. Diversi elementi fantastici all'interno dell'opera sono, secondo l'interpretazione dei critici, dotati di forte carica simbolica: lo scarafaggio rappresenterebbe la paura, la claustrofobia ed il timore del cambiamento; lo specchio che permette alla protagonista di vedere sé stessa bambina - sarebbe una sorta di tunnel temporale, un ponte con il passato; Cunigan e l'Isola di Bergai, luoghi inventati che fungono da rifugio e servono alla protagonista per evadere dalla realtà. Il libro ha come epigrafe una frase di Georges Bataille: "L'esperienza non può essere comunicata senza legami di silenzio, di occultamento, di distanza", ed è dedicato a Lewis Carroll, autore di Alice nel Paese delle Meraviglie (1865) e maestro del modo fantastico: "A Lewis Carroll, che ci conforta ancora con la sua saggezza e ci accoglie nel suo mondo sottosopra".
La scrittrice così definisce il fantastico in un frammento di Agua Pasada (1993):
perplejidad.»
perplessità.»
(Carmen Martín Gaite, Agua pasada)
Nel caso dell'opera El libro de la fiebre, le visioni deliranti provocate dalla malattia scaturiscono nella scrittrice un profondo interesse nei confronti del fantastico e le serviranno da pretesto per spiegare questo genere letterario. Il fantastico, inoltre, sarà approfondito dalla stessa scrittrice nelle conferenze "Galicia en mi literatura" e "Brechas en la costumbre", entrambe pubblicate postume all'interno del libro Pido la Palabra dalla casa editrice Anagrama nel 2002.

## Opere

### Narrativa
- 1955. El balneario, Madrid, Artes Gráficas Clavileño
- 1958. Entre visillos, Barcellona, Destino
- 1960. Las ataduras, Barcellona, Destino
- 1963. Ritmo lento, Barcellona, Seix Barral
- 1974. Retahílas, Barcellona, Destino
- 1976. Fragmentos de interior, Barcellona, Destino
- 1978. Cuentos completos, Madrid, Alianza Editorial
- 1978. El cuarto de atrás, Barcellona, Destino

La stanza dei giochi, traduzione di Michela Finassi Parolo, Milano, La tartaruga, 1995, ISBN 88-7738-181-7
- 1981. El castillo de las tres murallas, Barcellona, Editorial Lumen
- 1985. El pastel del diablo, Barcellona Editorial Lumen
- 1986. Dos relatos fantásticos, Barcellona, Editorial Lumen
- 1990. Caperucita en Manhattan, Madrid, Siruela

Cappuccetto Rosso a Manhattan, traduzione di Michela Finassi Parolo, Milano, La tartaruga, 1993, ISBN 88-7738-138-8
- 1992. Nubosidad variable, Barcellona, Anagrama
- Nuvolosità variabile, traduzione di Michela Finassi Parolo, Firenze, Giunti, 1995, ISBN 88-09-01521-5
- 1994. Cuentos completos y un monólogo, Barcellona, Anagrama
- 1994. La reina de las nieves, Barcellona, Anagrama

La regina delle nevi, traduzione di Michela Finassi Parolo, Firenze, Giunti, 1996, ISBN 88-09-20941-9
- 1996. Lo raro es vivir, Barcellona, Anagrama
- 1998. Irse de casa, Barcellona, Círculo de Lectores

### Poesia
- 1976. A rachas, Madrid, Hiperión

### Teatro
- 1985. A palo seco, Barcellona, Anagrama
- 1999. La hermana pequeña, Barcellona, Anagrama

### Saggi
- 1970. El proceso de Macanaz. Historia de un empapelamiento, Madrid, Moneda y crédito
- 1972. Usos amorosos del dieciocho en España, Madrid, Siglo Veintiuno de España Editores
- 1972. Ocho siglos de poesía gallega, Madrid, Alianza
- 1973. La búsqueda de interlocutor y otras búsquedas, Barcellona, Destino
- 1975. Macanaz, otro paciente de la Inquisición, Barcellona, Destino
- 1977. El conde de Guadalhorce, su época y su labor, Madrid, Colegio de Ingenieros de Caminos, Canales y Puertos
- 1982. El reinado Witiza, Barcellona, Destino
- 1983. El cuento de nunca acabar: apuntes sobre la narración, el amor y la mentira, Madrid, Trieste
- 1987. Desde la ventana: enfoque femenino de la literatura española, Madrid, Espasa Calpe,
- 1987. Usos amorosos de la postguerra española, Barcellona, Anagrama
- 1993. Agua pasada, Barcellona, Anagrama
- 1994. Esperando el porvenir: Homenaje a Ignacio Aldecoa, Madrid, Siruela
- 1999. Cuéntame, Madrid, Espasa
- 2002. Cuadernos de todo (postumo), Barcellona, Mondadori

## Premi e riconoscimenti
- 1955 - Premio Café Gijón: El balneario
- 1957 - Premio Nadal: Entre visillos
- 1978 - Premio Nazionale di Letteratura per la Narrativa di Spagna: El cuarto de atrás
- 1984 - Premio Nacional de Literatura Infantil y Juvenil
- 1987 - Premio Anagrama de Ensayo: Usos amorosos
- 1987 - Libro de oro de los libreros españoles Ensayo: Usos amorosos
- 1988 - Premio Príncipe de Asturias de las Letras Españolas
- 1988 - Premio Acebo de Honor
- 1991 - Premio Castilla y León de las Letras
- 1994 - Premio Nacional de Literatura
- 1994 - Premio Miguel Delibes
- 1997 - Medalla de Oro del Círculo de Bellas Artes
- 1997 - Premio Fastenrath: Lo raro es vivir
- 1999 - Pluma de Plata del Círculo de la Escritura
- 2000 - Medalla de Oro de la Villa de Madrid